# 杜斯艾雷斯屠殺事件
杜斯艾雷斯屠殺事件（英語：Dos Erres massacre）是一起于1982年12月6日在瓜地馬拉北方貝登省中的一個小村莊杜斯艾雷斯村（Las Dos Erres）發生的軍隊屠殺事件，死亡人數超過兩百人。此事件因為瓜地馬拉當時的軍事獨裁者埃弗拉因·里奧斯·蒙特（Efraín Ríos Montt）要求政府軍執行焦土政策而造成。
2011年12月，瓜地馬拉總統阿爾瓦羅·科洛姆正式對此事件表示道歉，並開始追查。